# キャサリン地域
キャサリン地域（Katherine Region）は、ロウアー・トップ・エンド（Lower Top End）としても知られ、ノーザンテリトリーの5つの地域のうちの1つである。トップエンドの南半分に位置しており、西オーストラリア州、クイーンズランド州及びカーペンタリア湾に接している。キャサリン地域は、336,674 km2 (129,991 sq mi)のエリアを占めており、人口は18,646人で、ノーザンテリトリー内の地域では3番目に多い。地域の中心は、ノーザンテリトリーで4番目に大きい都市であるキャサリンである。

## 地理
この地域は、西オーストラリア州との境界からクイーンズランド州との境界、カーペンタリア湾まで及ぶ。南にアリススプリングス地域やバークリー・テーブルランド地域、北にダーウィンやアーネムランドと接する。
この地域の気候では、雨期、乾期のある熱帯モンスーンがある。湿度は年間を通じて大きく変動しないが、気温は乾期（4月から9月）の夜間の15°Cから雨期（10月から3月）の日最高気温の33°Cまで変動する。